# Saint-Michel-sur-Meurthe
Saint-Michel-sur-Meurthe település Franciaországban, Vosges megyében. Lakosainak száma 1794 fő (2022. január 1.). Saint-Michel-sur-Meurthe Nompatelize, La Bourgonce, Mortagne, Saint-Dié-des-Vosges és La Voivre községekkel határos.

## Népesség
A település népessége az elmúlt években az alábbi módon változott:
| Lakosok száma | 1977 | 1902 | 1936 | 1864 | 1851 | 1836 | 1820 | 1809 | 1794 |
|               | 2013 | 2015 | 2016 | 2017 | 2018 | 2019 | 2020 | 2021 | 2022 |